# Сикандар Адил-шах
Сикандар Адил-шах (перс. سکندر عادل شاہ‎;
1668—1700) — 9-й и последний султан Биджапура из династии Адил-шахов (1672—1686).

## Биография
Родился в 1668 году. Сын и преемник Али Адил-шаха II (? — 1672), султана Биджапура (1656—1672).
В ноябре 1672 года после смерти своего отца Али Адил-шаха Сикандар Адил-шах унаследовал султанский престол Биджапура в возрасте четырех лет. Время его правления (1672—1686) было отмечено гражданской войной среди знати, независимостью губернаторов провинций, параличом администрации, вторжения моголов, тайными союзами и притворными враждебными действиями с Маратхским государством и другими соседями, а также окончательным поглощение Биджапура Империей Великих Моголов в 1686 году.
Престиж Биджапура был настолько серьезно подорван внутренними беспорядками, что могольский военачальник Дилир-хан почти принудил и унизил Сикандара. Несмотря на многочисленные жертвы и отчаянные попытки Сикандара, он не мог удовлетворить растущую жадность Великих Моголов. Союз Сикандара с Самбхаджи (который был индусом) еще больше обострил отношения между Великими Моголами и Биджапуром.
Наконец, в 1685 году могольский император Аурангзеб (1658—1707) организовал крупный военный поход против Биджапурского султаната. В марте 1685 года 50-тысячная могольская армия под командованием шехзаде Мухаммада Азама Шаха, сына Аурангзеба, окружила осадила крепость Биджапур. Столицу защищал 30-тысячный гарнизон под предводительством Сикандара Адил-шаха и Сарзы-хана. Гарнизон смог отразить все вражеские атаки. Вскоре на помощь своей армии Аурангзеб отправил новые силы под командованием своего другого сына шехзаде Шаха-Алама и полководца Абдуллы Хана Бахадура Фируза Джанга. Осада Биджапура затягивалась. В июле 1686 года император Аурангзеб собрал огромную армию и медленно двинулся на Биджапур. 4 сентября 1686 года Аурангзеб подошел к стенам осажденного Биджапура. После восьми дней боёв почти стотысячная могольская армия штурмом захватила город.
Выдержав длительную осаду Биджапура в 1685—1686 годах, Сикандар Адил-шах не смог остановить наступление Великих Моголов. 12 сентября 1686 года столица султаната, Биджапур, был взят и оккупирован, её гарнизон сдался. Биджапурский султанат прекратил своё существование и был включен в состав Империи Великих Моголов.
Сикандар Адил-шах был схвачен и в серебряных цепях доставлен к могольскому императору Аурангзебу, которому он поклонился трижды. Затем Аурангзеб отправил Сикандара и его сторонников в крепость Даулатабад, где он скончался во время плена. В конечном итоге он похоронен у подножия своего духовного учителя Наймуллы Хашми в открытом дворе на новой рыночной площади Биджапура.